# Кодекс 065
Кодекс 065 (Gregory-Aland) — унциальный манускрипт VI века на греческом языке, содержащий текст Евангелия от Иоанна 11-12;15-16;19 на 3 пергаментных листах (29 x 23 см). Текст на листе расположен в двох колонках, 29 строки в колонке. Палимпсест. Верхний текст содержит грузинский календарь.

## Особенности рукописи
Рукопись содержит текст Иоан 11,50-12,9; 15,12-16,2; 19,11-24.
Греческий текст рукописи отражает византийский тип текста. V категория Аланда.
Рукопись хранится в Российской национальной библиотеке (Gr. 6 I) в Санкт-Петербурге.